# Keijo Petäjä

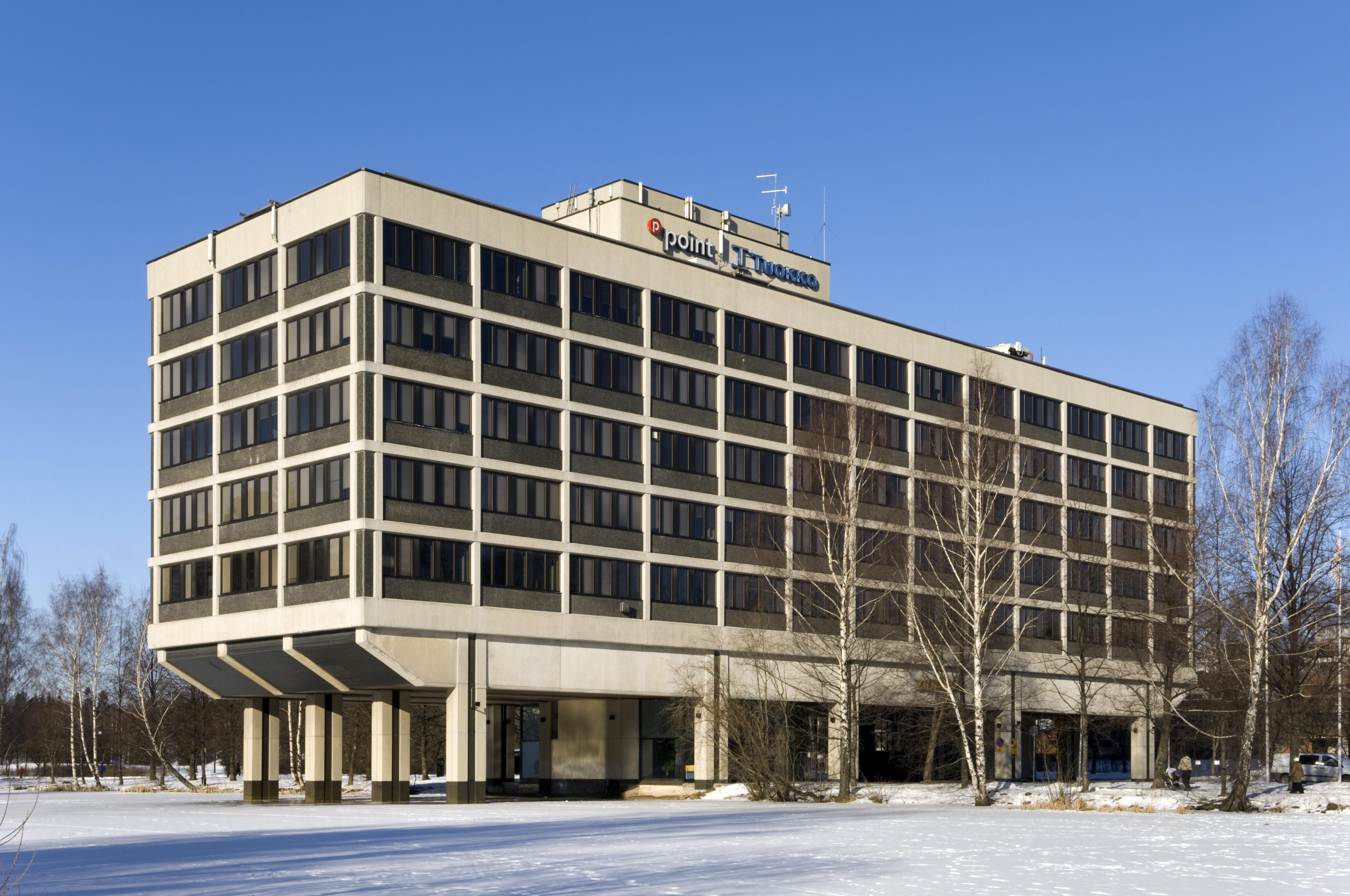
Sede de Point Transaction Systems Oy y Tuokko Auditing Ltd, Munkkiniemi, Helsinki (1973)

Keijo Juhani Petäjä (Kuortane, 21 de diciembre de 1919-Helsinki, 9 de mayo de 1988) fue un arquitecto racionalista finlandés. 

## Trayectoria
Titulado en 1948, trabajó asociado a Viljo Revell, con el que fue defensor de un racionalismo fuertemente industrializado, como en el Centro de la Industria en Helsinki (1949-1952), el primer proyecto moderno de posguerra en su país.
Otras obras suyas fueron: el Hôtel Palace en Helsinki (1948, con Revell), de influencia lecorbusieriana; la Escuela central profesional de Finlandia Central en Jyväskylä (1951–1957, con Marja Petäjä); la iglesia de Lauttasaari en Helsinki (1958); la casa de vacaciones de Kemiö (1958); el Ayuntamiento de Janakkala (1959); el Ayuntamiento de Ilmajoki (1965); la sede de Point Transaction Systems Oy y Tuokko Auditing Ltd en Munkkiniemi, Helsinki (1973); y el Ayuntamiento de Kuusamo (1979).
Fue miembro del Congreso Internacional de Arquitectura Moderna (CIAM) desde 1953 hasta su disolución en 1959. Junto a Aulis Blomstedt fue uno de los fundadores de la revista Cuadrado azul, de la que fue redactor jefe desde 1959.